# Luan Garcia Teixeira
Luan Garcia Teixeira, más conocido como Luan (Vitória, 10 de mayo de 1993), es un futbolista brasileño que juega como defensa. Su equipo actual es el Deportivo Toluca de la Liga MX. 

## Trayectoria

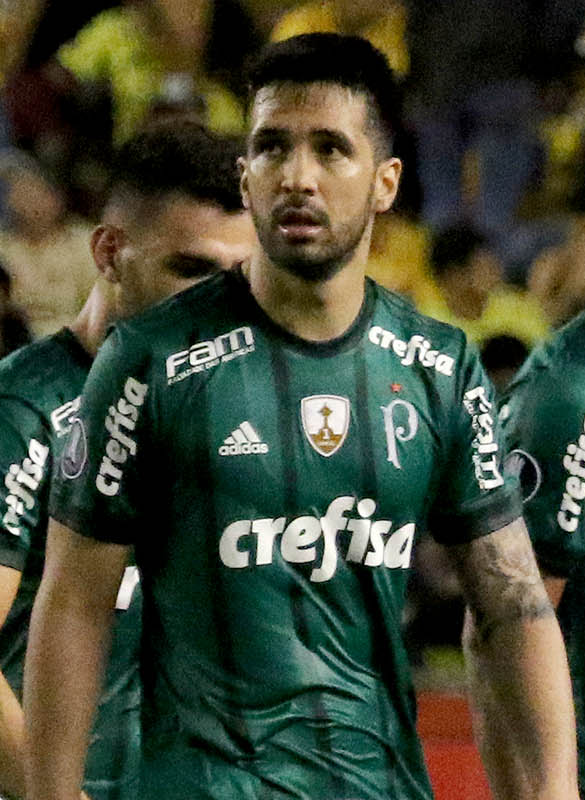
Luan García Teixeira tras un partido en el que se enfrentaron el Palmeiras y el FC Barcelona

Inició su carrera en el fútbol base del Vasco. El 8 de julio de 2009 firmó su primer contrato profesional.

### Vasco
El 3 de julio de 2012 fue integrado al equipo profesional del equipo. Debutó profesionalmente contra el Náutico, en el Estadio de los Aflitos, el día 5 de septiembre, en partido del Campeonato Brasileño, actuando como lateral derecho, entrando en el campo a los 16 minutos del segundo tiempo. En el partido siguiente contra Bahía fue titular. Nuevamente como lateral derecho, marcó su primer gol contra el Figueirense, en partido realizado en la 27.ª jornada del Campeonato Brasileño.

### Selección nacional
El día 19 de enero de 2017, fue convocado por el técnico Tite para el Juego de la Amistad, contra Colombia.

## Palmarés

### Títulos regionales
| Título             | Club                | País           | Año  |
| ------------------ | ------------------- | -------------- | ---- |
| Campeonato Carioca | C. R. Vasco da Gama | Río de Janeiro | 2015 |
| Campeonato Carioca | C. R. Vasco da Gama | Río de Janeiro | 2016 |
| Taça Guanabara     | C. R. Vasco da Gama | Río de Janeiro | 2016 |

### Títulos nacionales
| Título               | Club            | País   | Año  |
| -------------------- | --------------- | ------ | ---- |
| Serie A              | S. E. Palmeiras | Brasil | 2018 |
| Copa de Brasil       | S. E. Palmeiras | Brasil | 2020 |
| Serie A              | S. E. Palmeiras | Brasil | 2022 |
| Primera División     | Toluca          | México | 2025 |
| Campeón de Campeones | Toluca          | México | 2025 |

### Títulos internacionales
| Título                       | Club (*)                      | Sede           | Año  |
| ---------------------------- | ----------------------------- | -------------- | ---- |
| Juegos Olímpicos             | Selección de fútbol de Brasil | Río de Janeiro | 2016 |
| Copa Libertadores de América | S. E. Palmeiras               | Río de Janeiro | 2020 |
| Copa Libertadores de América | S. E. Palmeiras               | Montevideo     | 2021 |

(*) Incluyendo la selección.